# Landesschülerrat Sachsen
Der Landesschülerrat Sachsen (Eigenschreibweise LandesSchülerRat; kurz LSR Sachsen oder LSR) ist das höchste, beschlussfassende, offizielle Schülergremium in Sachsen. Er ist die gewählte Interessenvertretung von über 366.000 Schülern. Die Geschäftsstelle des Landesschülerrates befindet sich in Dresden. Gegründet wurde er 1991.

## Ziele des Landesschülerrates Sachsen
Der Landesschülerrat Sachsen agiert mit dem Ziel, Schule mitzugestalten und weiterzuentwickeln. Dabei soll das Grundverständnis für Demokratie bei den sächsischen Schülern geweckt und gefördert werden.

## Struktur
Der Landesschülerrat Sachsen besteht aus den 78 Landesdelegierten der Kreis- und Stadtschülerräte Sachsens. Zu den Landesdelegiertenkonferenzen (LDK) wird am Anfang der Legislaturperiode der Landesvorstand gewählt. Er besteht aus einem Vorsitzenden, dessen Stellvertreter und fünf weiteren Vorstandsmitgliedern. Im gleichen Rhythmus wird ein Bundesdelegierter gewählt, der die Interessen der sächsischen Schüler in der Bundesschülerkonferenz (BSK) vertritt. Des Weiteren ist es dem Vorstand möglich, sich zur Unterstützung seiner Arbeit Berater heranzuziehen.  
Die Legislaturperiode beträgt jeweils zwei Jahre. Die aktuelle Legislaturperiode begann mit der 50. Landesdelegiertenkonferenz vom 15. bis 17. November 2019 in Dresden.

### Landesdelegierte
- Landkreis Bautzen: 6 Landesdelegierte
- Stadt Chemnitz: 5 Landesdelegierte
- Stadt Dresden: 9 Landesdelegierte
- Erzgebirgskreis: 7 Landesdelegierte
- Landkreis Görlitz: 5 Landesdelegierte
- Landkreis Leipzig: 5 Landesdelegierte
- Stadt Leipzig: 9 Landesdelegierte
- Landkreis Meißen: 5 Landesdelegierte
- Landkreis Mittelsachsen: 6 Landesdelegierte
- Landkreis Nordsachsen: 4 Landesdelegierte
- Landkreis Sächsische Schweiz-Osterzgebirge: 5 Landesdelegierte
- Vogtlandkreis: 5 Landesdelegierte
- Landkreis Zwickau: 6 Landesdelegierte

Die Berechnung erfolgte durch die in der Sächsischen Schülermitwirkungsverordnung: Die Anzahl der Landesdelegierten aus dem Bereich der öffentlichen Schulen beträgt für Landkreise und Kreisfreie Städte 
- mit bis zu 180 000 Einwohnern zwei,
- mit bis zu 210 000 Einwohnern drei,
- mit bis zu 270 000 Einwohnern vier,
- mit bis zu 330 000 Einwohnern fünf,
- mit bis zu 390 000 Einwohnern sechs,
- mit bis zu 420 000 Einwohnern sieben und
- mit mehr als 420 000 Einwohnern acht.

Hinzu kommt pro Landkreis / kreisfreien Stadt ein Landesdelegierter aus dem Bereich der Schulen in freier Trägerschaft. Weiterhin wird ein Landesdelegierter aus den Schulen im sorbischen Siedlungsgebiet gewählt.